# Берлинская декларация об открытом доступе к знаниям в области естественных и гуманитарных наук
Берли́нская деклара́ция об откры́том до́ступе к нау́чному и гуманита́рному зна́нию (Берли́нская деклара́ция) — принятая в 2003 году декларация, которая вместе с Будапештской инициативой 2002 года и Бетесдским заявлением об открытом доступе к публикациям 2003 года определили ведущие принципы движения за открытый доступ (ОД). Берлинская декларация была опубликована 22 октября 2003 года по итогам конференции, организованной Обществом Макса Планка в Берлине, в которой приняли участие представители крупнейших международных научных и спонсорских организаций. Берлинская декларация предложила практические пути внедрения ОД — предоставление финансирования исследователям и стипендиатам для публикации работ в журналах открытого доступа, продвижение идей открытой науки в просветительской сфере, а также содействие юридическим и финансовым аспектам политики ОД и создание онлайн-репозиториев для хранения копий работ. Главным отличием Берлинской декларации от предыдущих документов стало то, что она определяла открытый доступ не только в отношении к рецензируемым научным работам, но и к базам данных, источникам, цифровым копиям графических материалов и научным работам в мультимедийной форме.

## Контекст

### Движение за открытый доступ
Берлинская декларация стала одним из трёх основополагающих документов, определяющих принципы движения за открытый доступ, которое начало формироваться в конце 1990-х — начале 2000-х годов в качестве реакции на кризис традиционной системы научных публикаций. Издательский рынок академической литературы был монополизирован четырьмя крупнейшими издательствами — Reed-Elsevier, Wiley-Blackwell, Springer и Taylor & Francis, которые к 2013 году контролировали до 53 % публикаций академической литературы. Из-за фактического отсутствия конкуренции издательские дома установили высокие цены на институциональные подписки, через которые исследователи получали доступ к научной литературе. В 1990—2000-е годы, несмотря на всеобщий переход к электронным форматам и снижение затрат на печать, цена академической подписки по-прежнему оставалась высокой и на 2020-й составляла от $1500 до $3000 за журнал. Как правило, подписки оплачивались из бюджета университетских библиотек. В качестве альтернативы формальным практикам с развитием интернета начали появляться первые легальные репозитории препринтов и нелегальные теневые библиотеки, публикующие статьи и книги в свободном доступе. Так, в 1991 году был создан архив препринтов по физике arXiv.org, 2003-м — библиотека Public Library of Science, а в 2008-м начало функционировать крупнейшее пиратское онлайн-хранилище научной литературы Library Genesis. Одновременно всё больше исследователей и активистов начали привлекать внимание к существующей системе пейволлов, скрывающих доступ к научной литературе, и призывать к повсеместному внедрению открытого распространения научного знания. Начиная с 2001 года инфраструктура движения за открытый доступ начала стремительно развиваться, и уже к февралю 2021 года было зарегистрировано 15 967 журналов ОД и более 5 млн открытых статей.

### Будапештская декларация открытого доступа
Будапештская инициатива открытого доступа была принята в 2002 году по результатам конференции, организованной в декабре 2001 года Институтом «Открытое Общество» в Будапеште. Конференция была посвящена определению стратегий по достижению открытого доступа. Согласно данному Будапештской инициативой определению, ОД — это бесплатный доступ к научной литературе, осуществляемый через интернет и позволяющий любому пользователю читать, загружать, копировать, распространять, распечатывать, искать или ссылаться на полные тексты работ при отсутствии любых финансовых, правовых и технических ограничений. Право автора на контролирование целостности текста, а также обязательное указание авторства при использовании и цитировании являются двумя единственными возможными ограничениями на распространение и воспроизведение работ. Инициатива также определила необходимость установления единого стандарта лицензирования посредством введения открытых лицензий для всех исследований, финансируемых на средства налогоплательщиков. По состоянию на начало апреля 2021 года, декларацию подписали 976 организаций.

### Бетесдское заявление об открытом доступе к публикациям
Бетесдское заявление об открытом доступе к публикациям было принято по результатам проведённой в апреле 2003 года встрече академических организаций, научных сообществ и библиотек для адаптации Будапештской инициативы к отрасли биомедицины, рассматривая вопрос ОД с перспективы финансирующих организаций. Конференция была организована Медицинским институтом Говарда Хьюза. Бетесдское заявление дополнило уже существующую Будапештскую инициативу, предложив два условия для определения публикации в открытом доступе — разрешение автора, дающее пользователям лицензию на копирование, использование, распространение, передачу, отображение, создание и распространение работ, а также немедленная подача копии публикации в онлайн-цифровой репозиторий научно-исследовательского института или организации, чтобы она соответствовала стандартам совместимости и сохранности. В дополнение к этому Бетесдское заявление предложило введение специализированных обозначений в библиотечных каталогах и базах данных для принявших принципы ОД журналов.

## Принятие
Берлинская декларация продолжила идеи и принципы, обозначенные в Будапештской инициативе и Бетесдском заявлении. Декларация была принята 22 октября 2003 года, по результатам международной конференции, организованной Обществом Макса Планка в Берлине. На встрече присутствовали крупные немецкие и международные научные организации, а также ведущие научно-исследовательские институты и учреждения, занимающиеся спонсорской поддержкой исследований. Конференция была посвящена роли интернета в продвижении идей открытой науки и разработке конкретных мер, которые организации смогли бы внедрить для достижения принципов ОД.

## Основные принципы
Декларация установила фундаментальные принципы использования интернета в распространении научного знания, а также сформулировала необходимые условия для развития открытой науки. Как и Бетесдское заявление, Берлинская декларация определила открытый доступ как право на копирование, использование, распространение и передачу работы публично в любом цифровом пространстве при уточнении авторства публикации. Однако главным отличием Берлинской декларации от предыдущих документов стало то, что она определяла открытый доступ не только в отношении к рецензируемым научным работам, но и к базам данных, источникам, цифровым копиям графических материалов и научным работам в мультимедийной форме.
Для достижения этих целей Берлинская декларация предложила ряд стратегий, таких как поощрение исследователей и стипендиатов в стремлении публиковать работы в соответствии с принципами открытого доступа; побуждение спонсоров к внедрению принципов открытой науки в гранты; разработка средств и способов оценки публикаций ОД и онлайн журналов для создания новой системы оценки научного вклада; разработка альтернативной инфраструктуры открытого доступа. Сторонники инициативы призывали образовательные и научные учреждения к поддержке декларации, и уже спустя четыре года после принятия документ подписали 233 организации.
Наша миссия по распространению знаний будет выполнена лишь частично, если информация не будет доступна обществу в простой и универсальной форме. Продолжая развитие традиционных методов, всё активнее следует содействовать и развитию новых возможностей распространения знаний посредством Интернет по принципу открытого доступа (парадигма Open Access). Open Access мы определяем как всеобъемлющий источник общечеловеческого знания и культурного наследия, признанного научным сообществом. Для реализации идеи всеобъемлющей и общедоступной презентации знаний необходимо, чтобы Интернет будущего отличался такими свойствами, как стабильность, интерактивность и прозрачность. Информация и программное обеспечение должны находиться в открытом доступе и характеризоваться высокой степенью совместимости.Берлинская декларация открытого доступа
После принятия Берлинской декларации был организован ряд последующих конференций, посвящённых развитию и дополнению ранее изложенных принципов. Так, в марте 2005-го, была проведена встреча под неформальным названием «Берлин-3», нацеленная на подведение промежуточных результатов по итогам принятия декларации. В результате участники конференции выпустили заявление, ставшее дополнением к декларации 2003 года. Оно определило две основных стратегии принятия ОД организациями:
- в институциональную политику научных и образовательных организаций должно быть внесено требование о размещении всех публикуемых работ в репозиториях открытого доступа;
- исследователи должны поощряться в стремлении публиковаться в журналах открытого доступа, для чего им должна быть предоставлена вся необходимая поддержка и инфраструктура открытого доступа.

Таким образом, Берлинская декларация впервые обозначила необходимость создания институциональных репозиториев научных работ и развития принципов самоархивирования — самостоятельного размещения авторами электронных копий своих работ в интернете с целью обеспечения к ним свободного доступа. При создании репозиториев рекомендовано учитывать международный протокол сбора метаданных — Open Archives Initiative Protocol for Metadata Harvesting. Помимо этого, организации призывались к сотрудничеству для создания единой функционирующей системы обмена препринтами и новых инновационных моделей публикаций.
Впоследствии принципы Берлинской декларации были расширены для применения к открытым данным.

## Подписи
Изначально декларацию подписали следующие представители международных организаций:
- Бернар Ларрутюру[фр.] из Национального центра научных исследований (CNRS)
- Юрген Миттельштрасс[англ.] из Европейской Академии
- Паоло Галуцци[англ.] из Института и Музея истории науки, Флоренция
- Кристиан Брешо[англ.] из Inserm[англ.]
- Йехуда Элкана из Центрально-Европейского университета
- Жан-Клод Гедон[англ.] из Института «Открытое Общество»
- Мартин Рот из Галереи старых мастеров в Дрездене
- Фридрих Гайсельманн из Deutscher Bibliotheksverband[англ.]
- Хосе Мигель Руано Леон из Министрества образования и культуры при Правительстве Канарских островов
- Дитер Симон[нем.] из Берлин-Бранденбургской академии наук
- Йенс Браарвиг[норв.] из Норвежского института палеографии и исторической филологии
- Петер Ширмбахер[англ.] из Deutsche Initiative für Netzwerkinformation[англ.]

Всего, по состоянию на май 2021 года, декларацию подписало 682 представителей научных и спонсорских организаций.